# Anne Grommerch
Anne Brandenbourger, conocida como Anne Grommerch (Thionville, 11 de diciembre de 1970-Bamako, 15 de abril de 2016) fue una política francesa.
Fue miembro de la Unión por un Movimiento Popular y Los Republicanos. Fue diputada desde 2008 a 2016 y alcaldesa de Thionville desde 2014 a 2016.
Se casó con Eric Grommerch, un belga que conoció en el lugar de trabajo, tuvo dos hijos y una hija. Además de su lengua materna, practicó alemán, inglés y luxemburgués. Falleció el 15 de abril de 2016 a los 45 años, de cáncer de mama.